# Museo del Cincuentenario (Bruselas)
El Museo del Cincuentenario de Bruselas (en francés: Musée du Cinquantenaire, en neerlandés: Jubelpark museum) es un amplio museo de Bélgica, uno de los Museos Reales de Arte e Historia, un instituto federal de la Oficina Federal de Política Científica (BELSPO). Ubicado en el parque del Cincuentenario, este majestuoso edificio creado en el reinado de Leopoldo II alberga miles de obras de arte y objetos arqueológicos. El conjunto de los museos del parque es uno de los museos más grandes de Europa.

## Colecciones
Las colecciones del Museo del Cincuentenario incluyen piezas de arqueología nacional, de la antigüedad griega, romana, egipcia, de civilizaciones no europeas y de artes decorativas que van desde el arte mosano hasta el siglo XX. Sus colecciones de tapices, retablos, encajes, cerámicas, arte egipcio, arte precolombino, grabados japoneses tienen reputación internacional.

Interiores
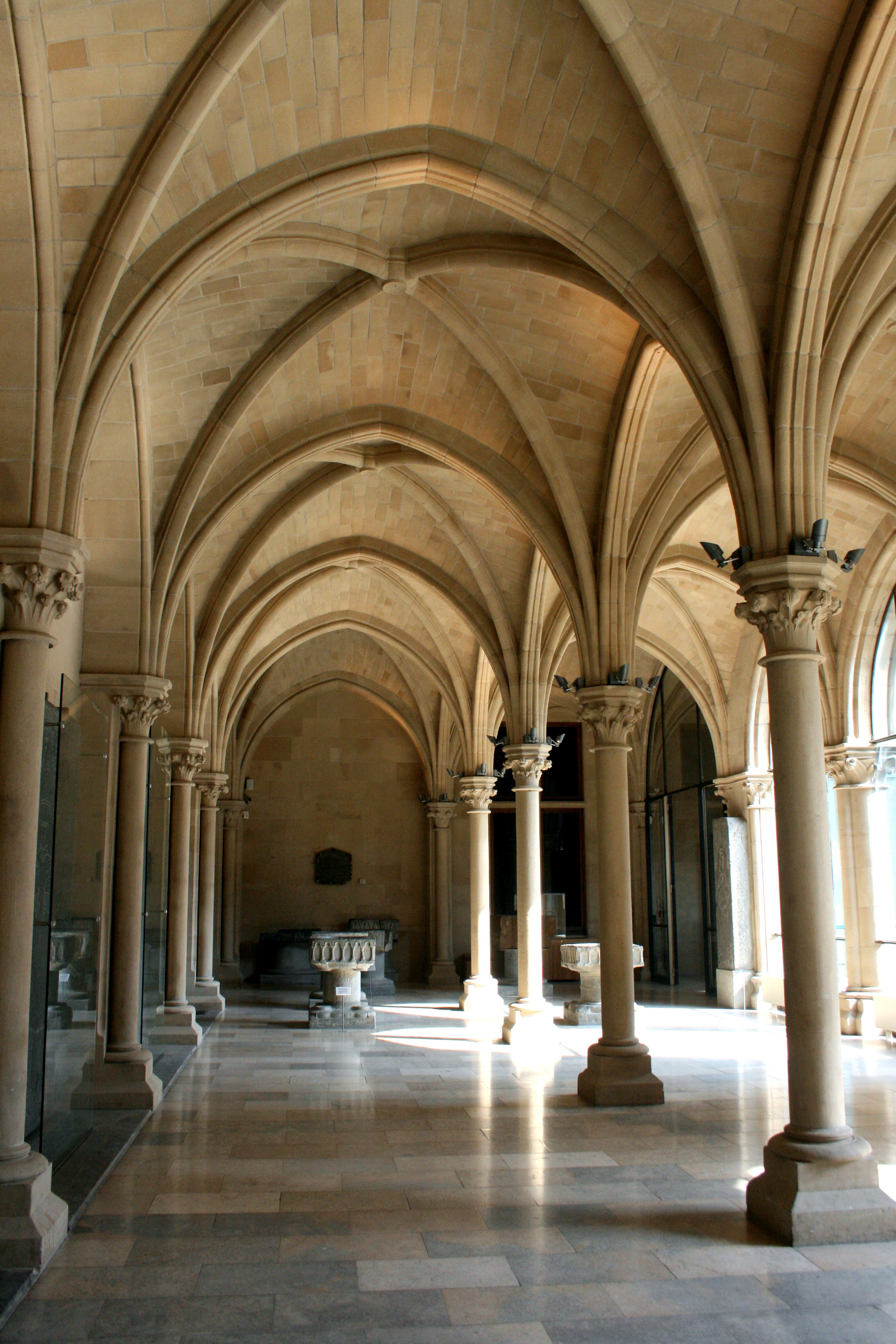
Claustro con vistas al jardín
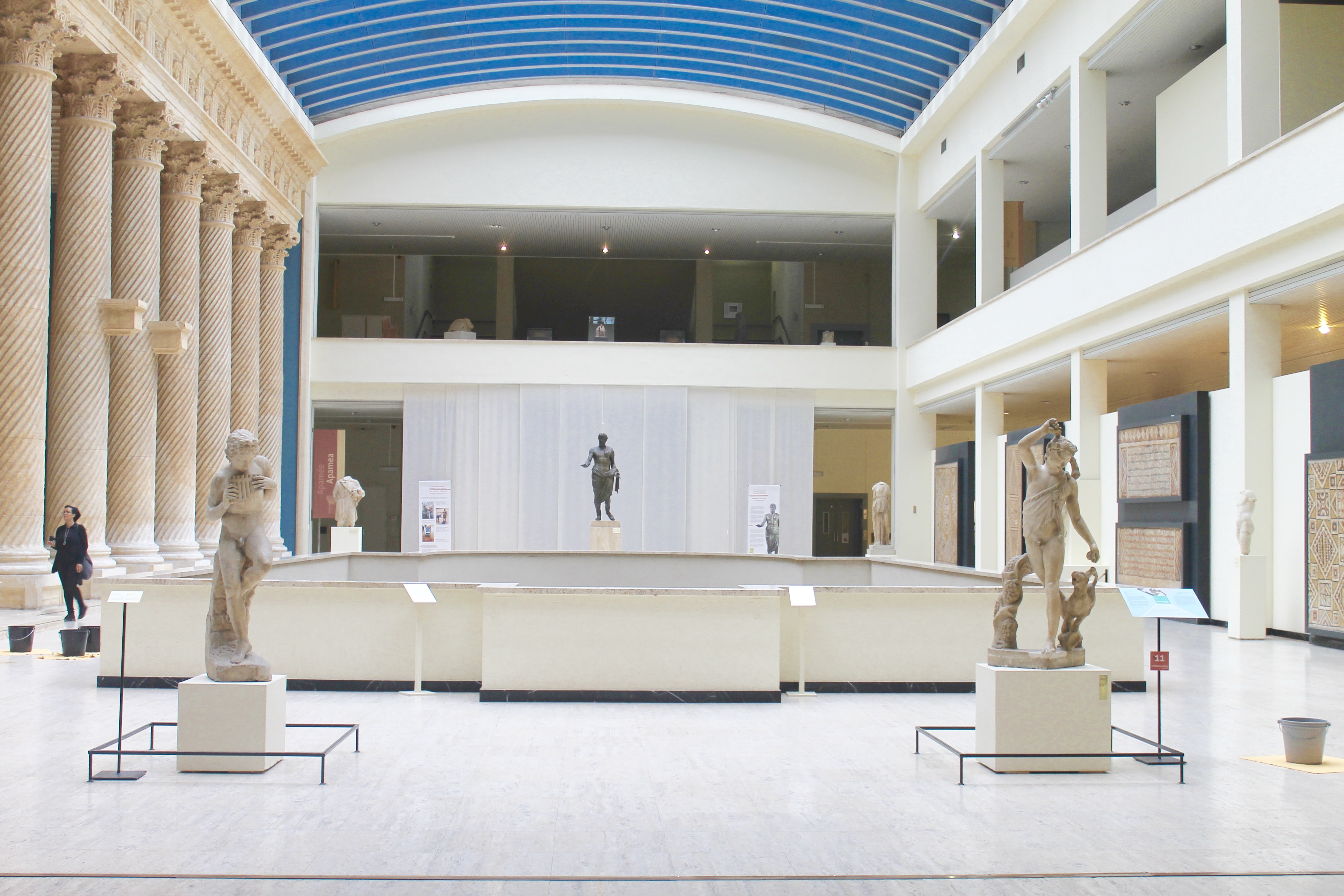
Sala griega
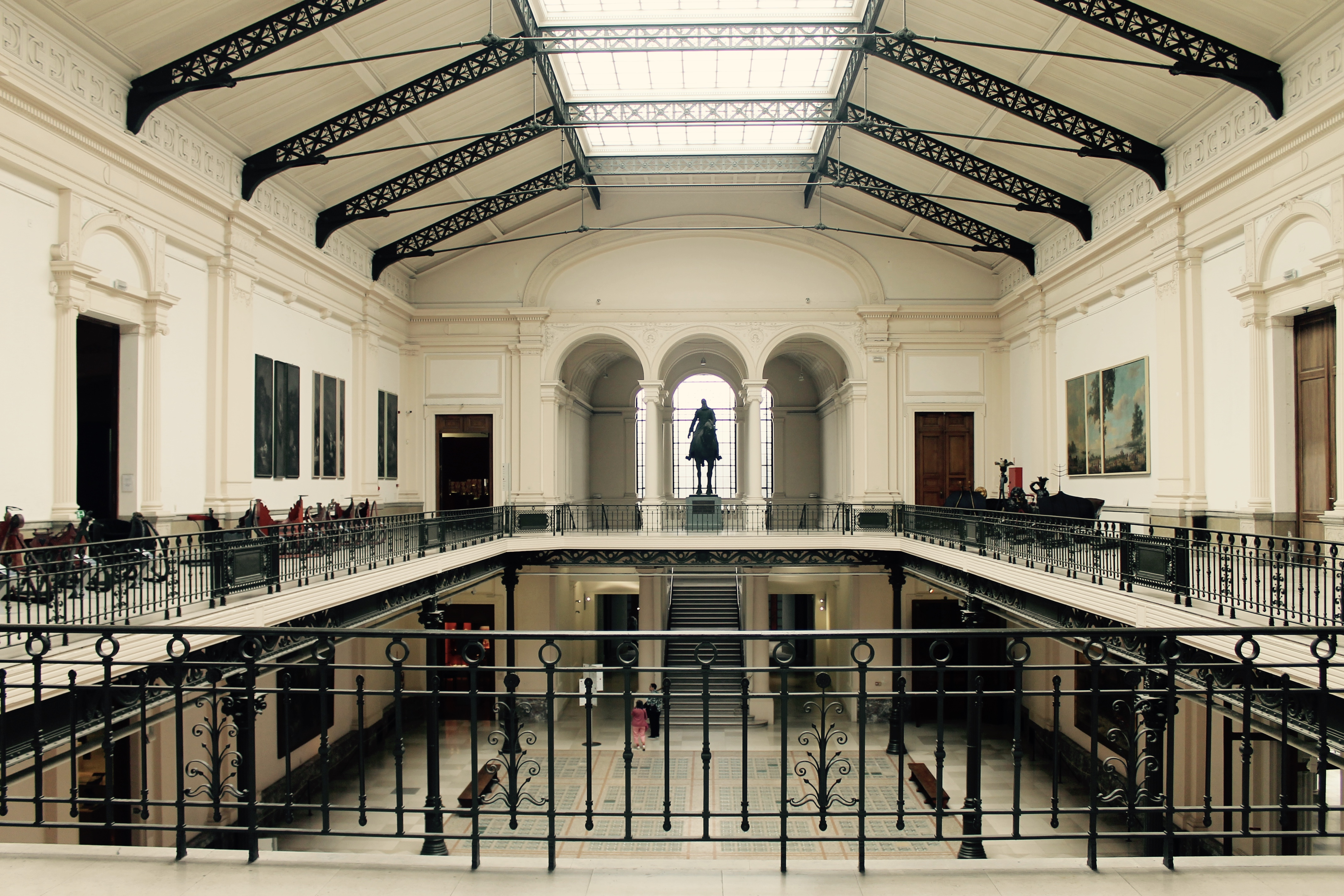
Vestíbulo sals europeas
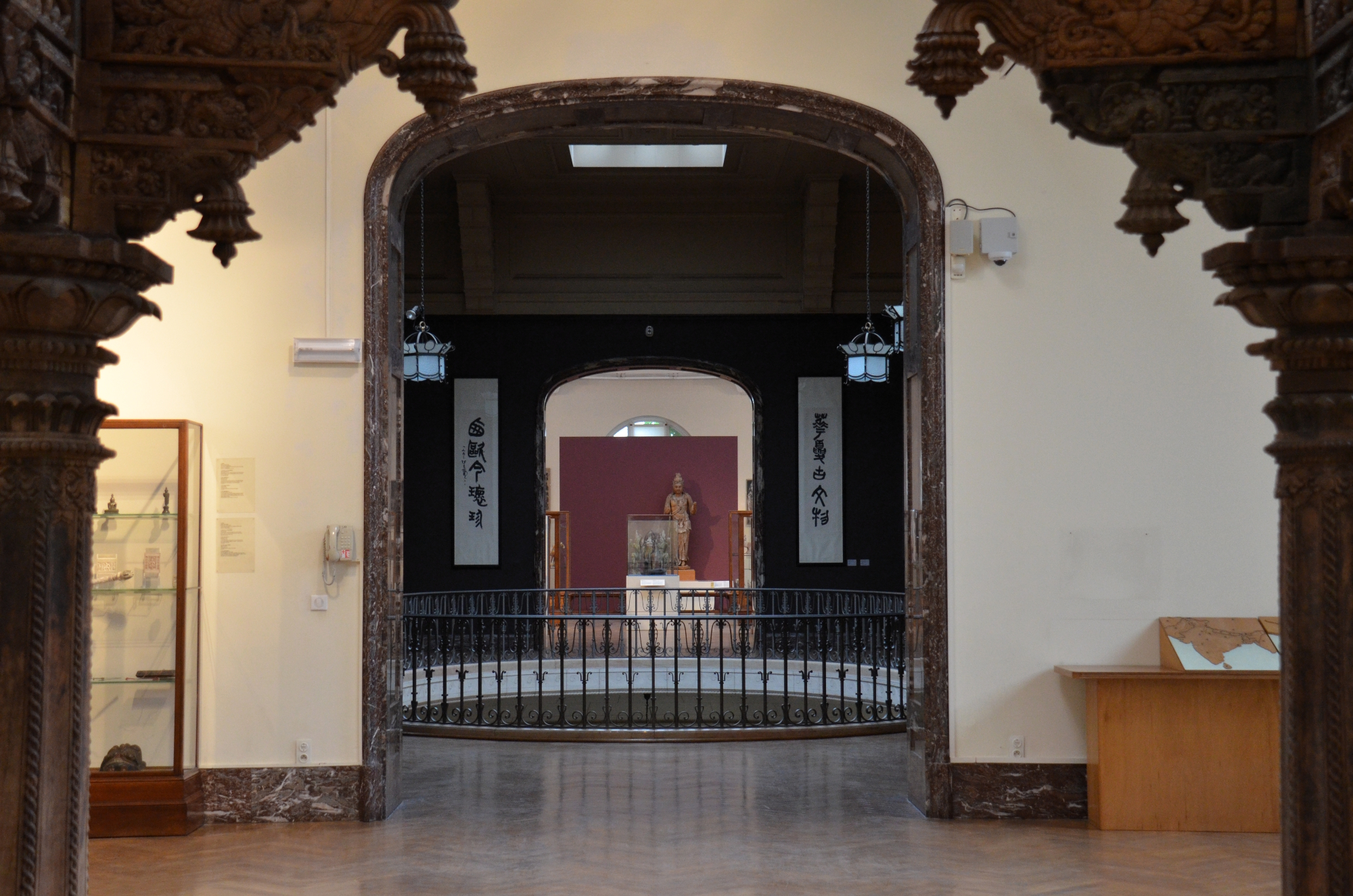
Vista en enfiladas salas 78 a 76

## Departamentos
Las colecciones se clasifican y exhiben en cuatro departamentos:
- Arqueología nacional: Prehistoria, galo-romanos, merovingios;
- Antigüedad: Roma, Grecia, Cercano Oriente e Irán, Etruria, Egipto;
- Civilizaciones no europeas: América, China, Japón, Tíbet, India, Nepal, Oceanía, Isla de Pascua, Sudeste asiático, Arte del mundo islámico , Arte cristiano oriental;
- Arte decorativo europeo: arte románico y mosano, gótico, renacentista, barroco, siglos XVII-XX , Art Nouveau, art déco, Museo del corazón, artes del metal, cerámicas europeas, esculturas lapidarias, instrumentos de precisión, vidrios, vehículos tirados por caballos, equipamiento fotográfico y cinematográfico.

El Museo del Cincuentenario alberga también uno de los raros ejemplos de la maqueta de Roma llamada Plan de Rome de Paul Bigot.

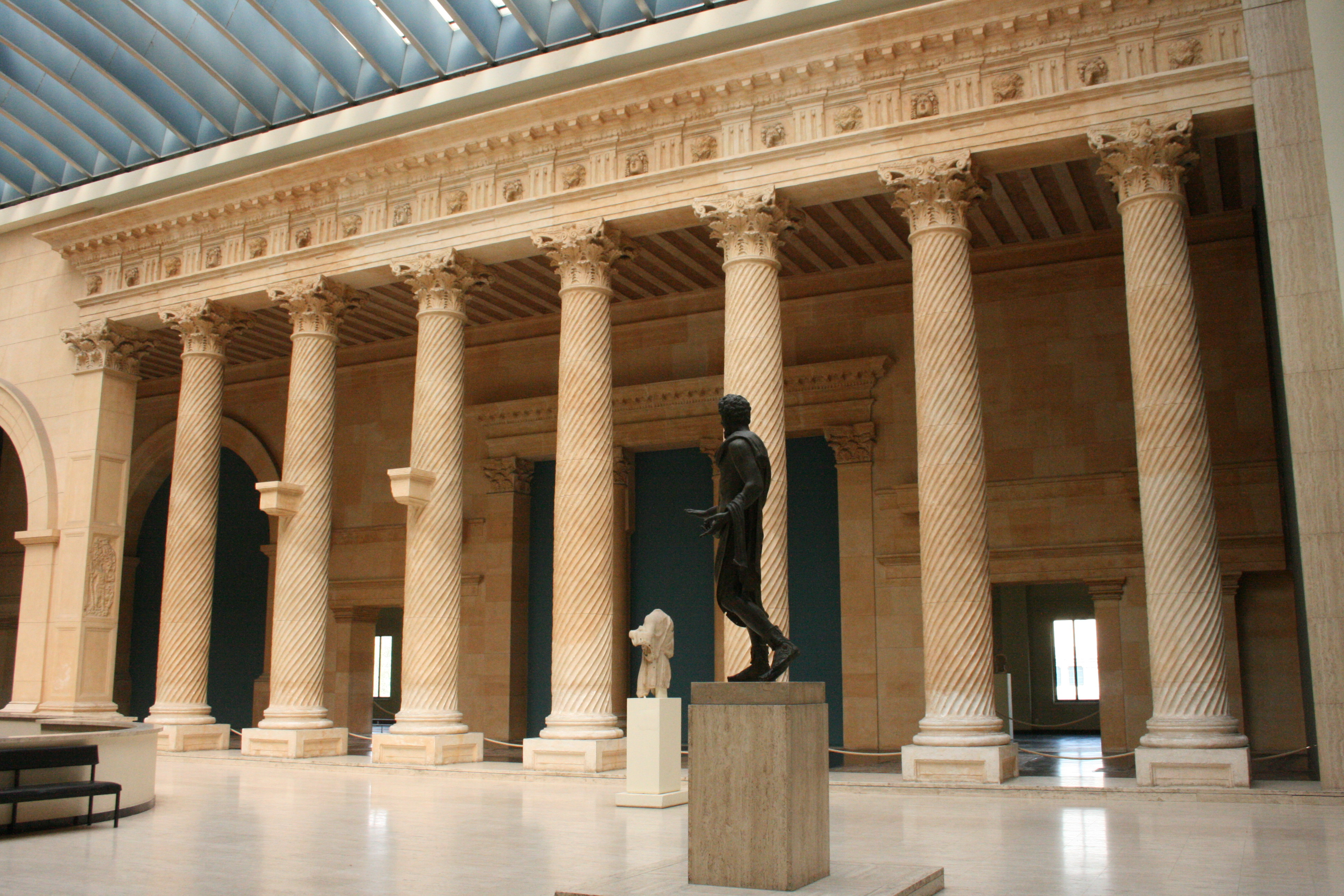
Gran Columnata de Apamea
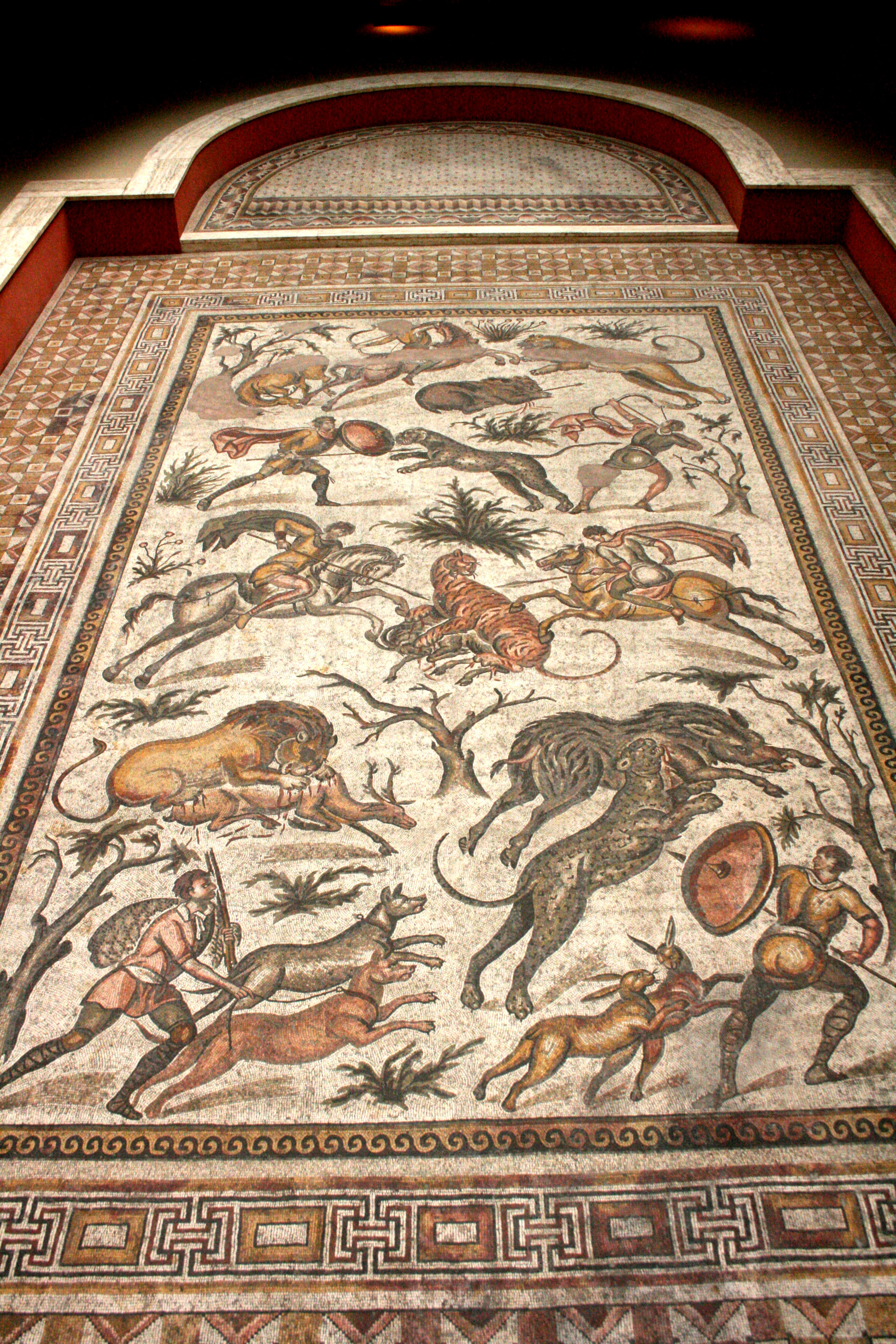
mosaico romano de Apamea mostrando una escena de caza
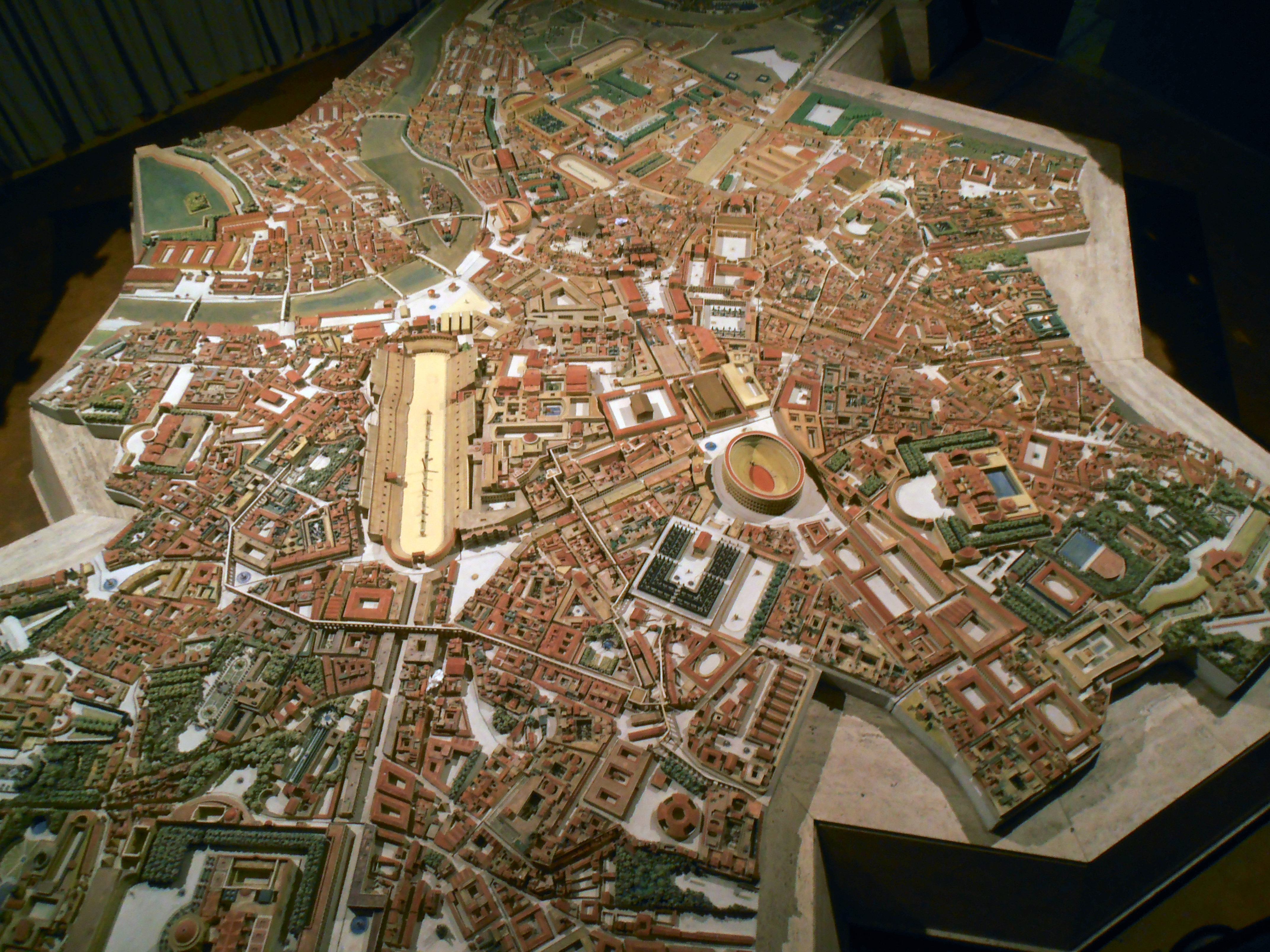
Plan de Rome de Paul Bigot
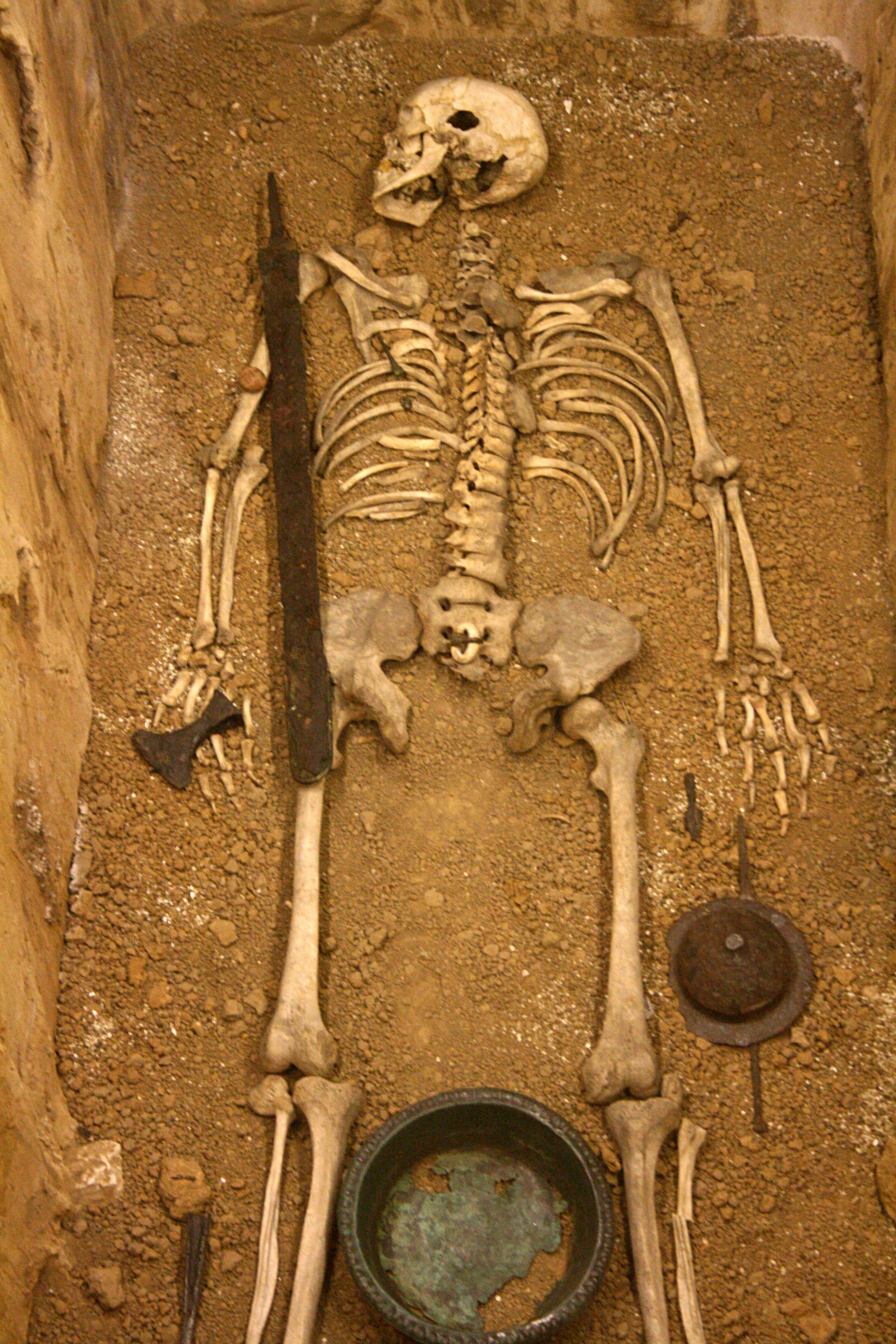
Sala Merovingia

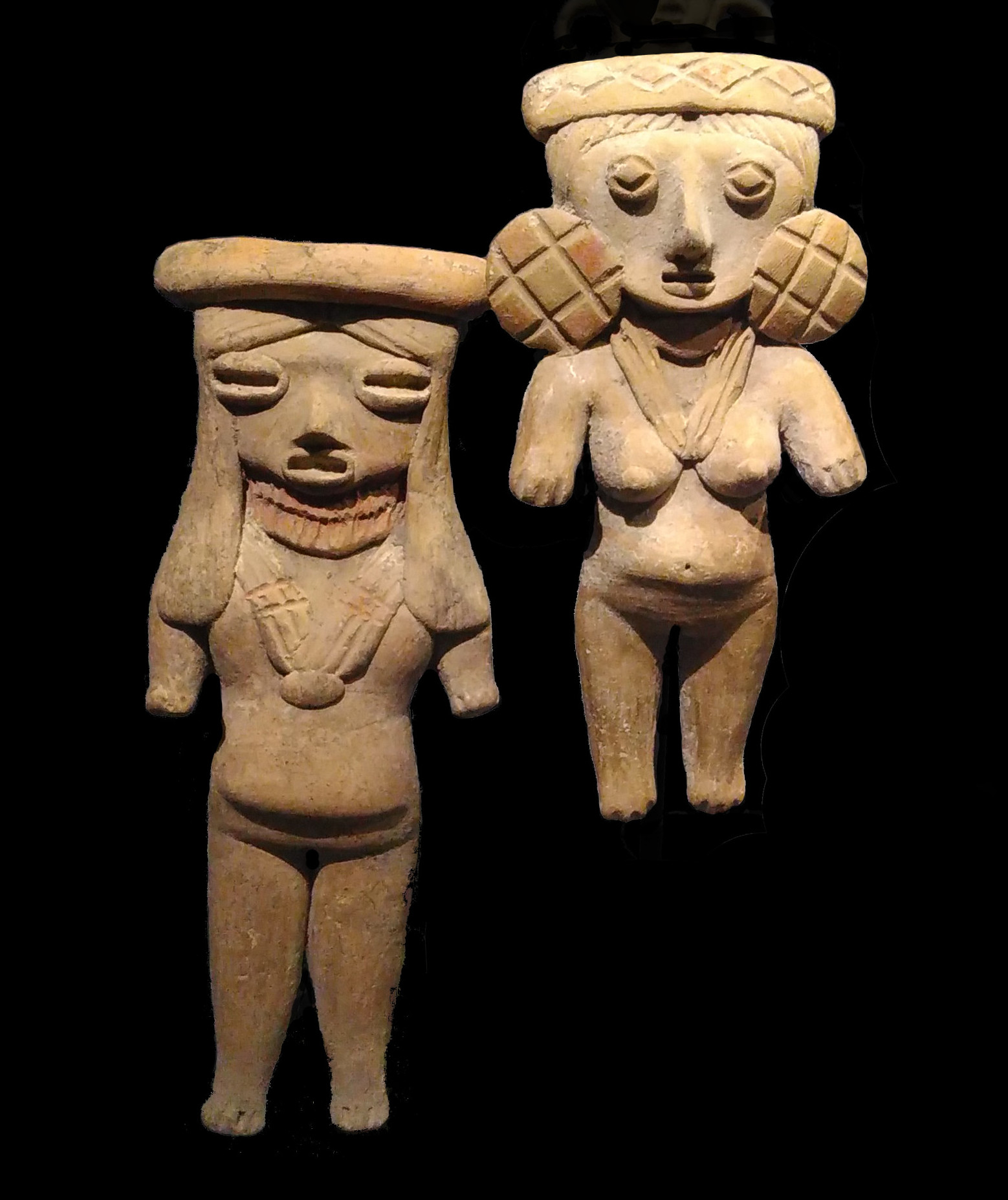
Figuras femeninas de la cultura Chupicuaro (400-100 a.C.) encontradas en Guanajuato
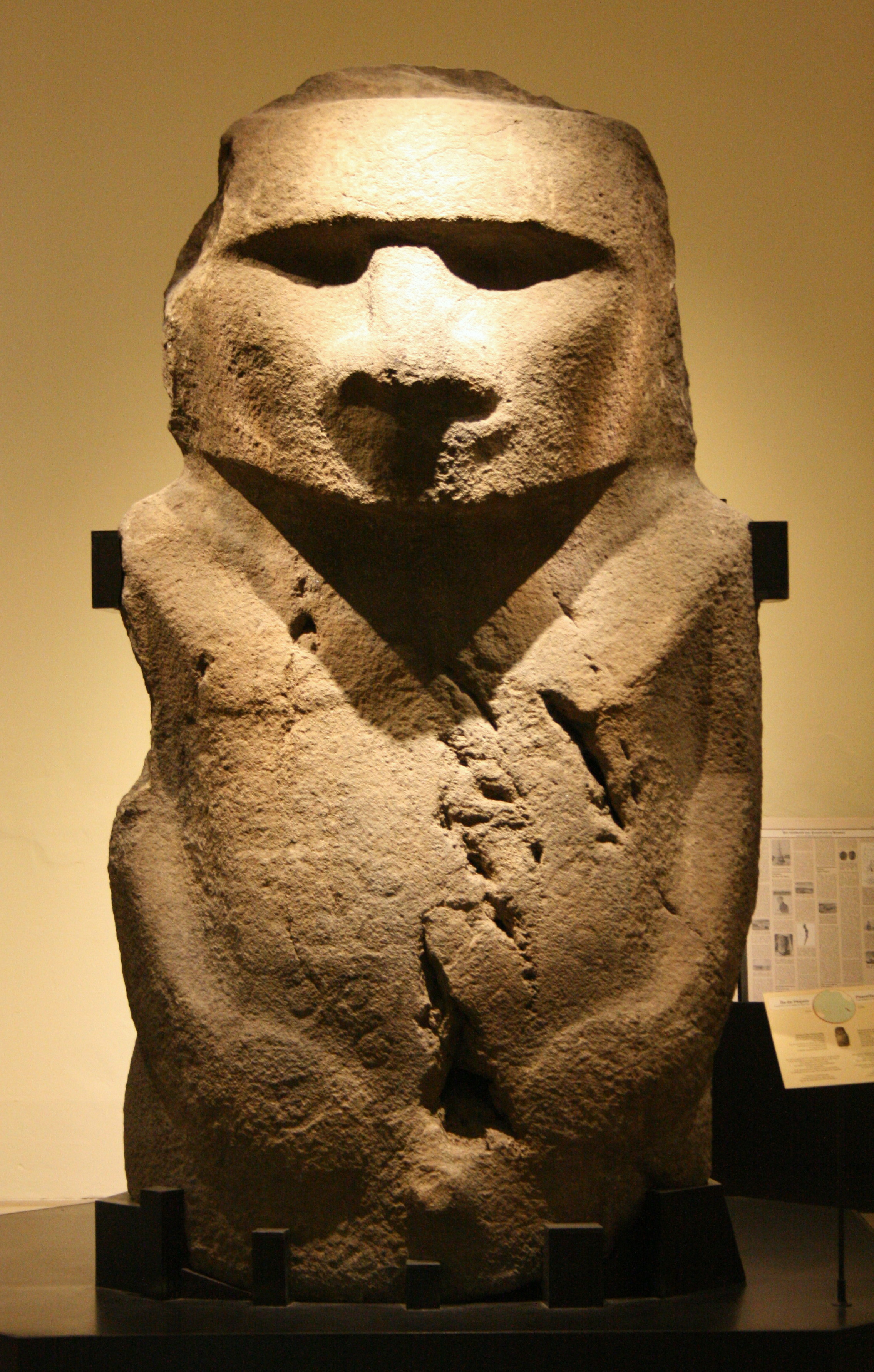
Sala Isla de Pascua
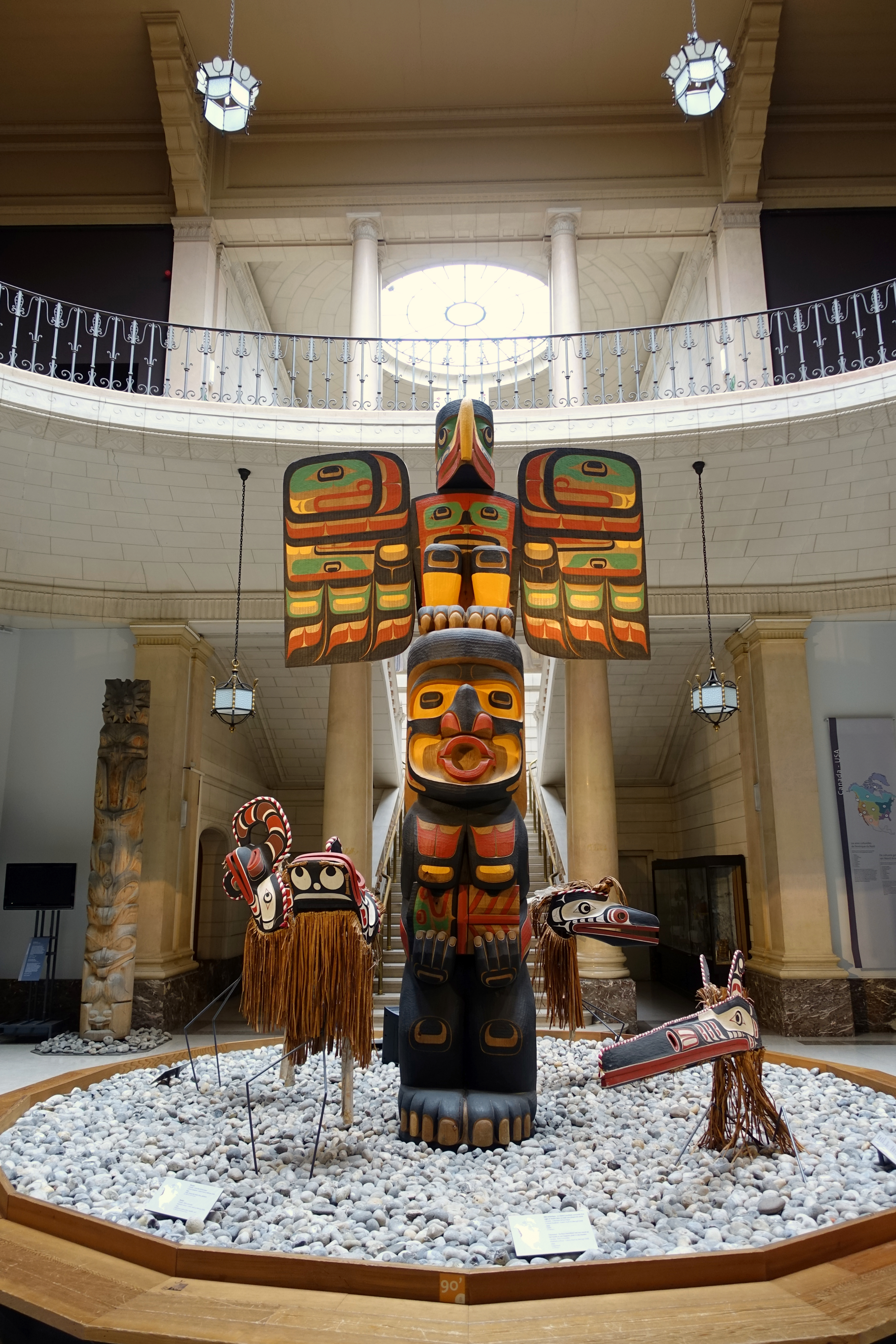
Totems americanos

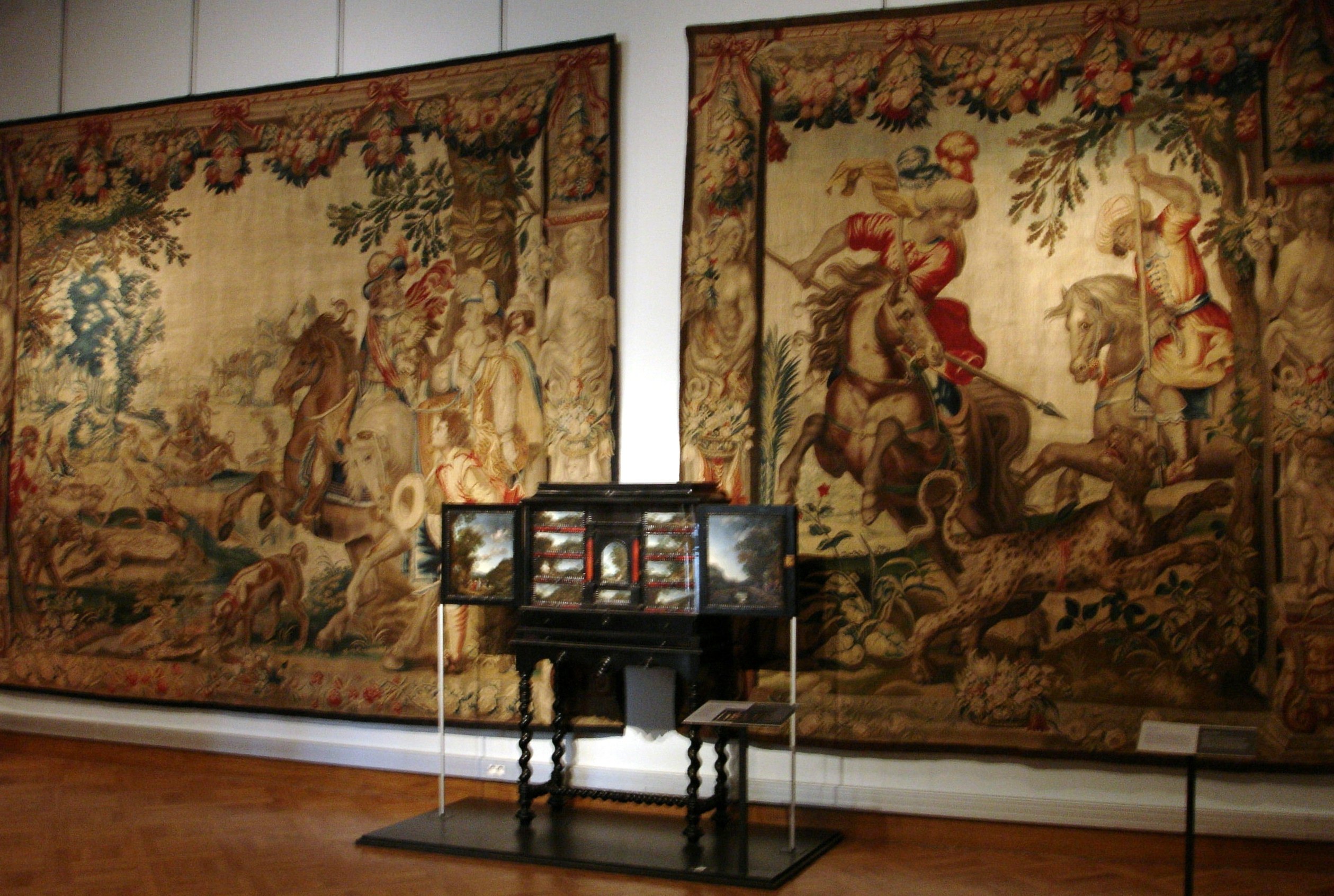
Tapices flamencos
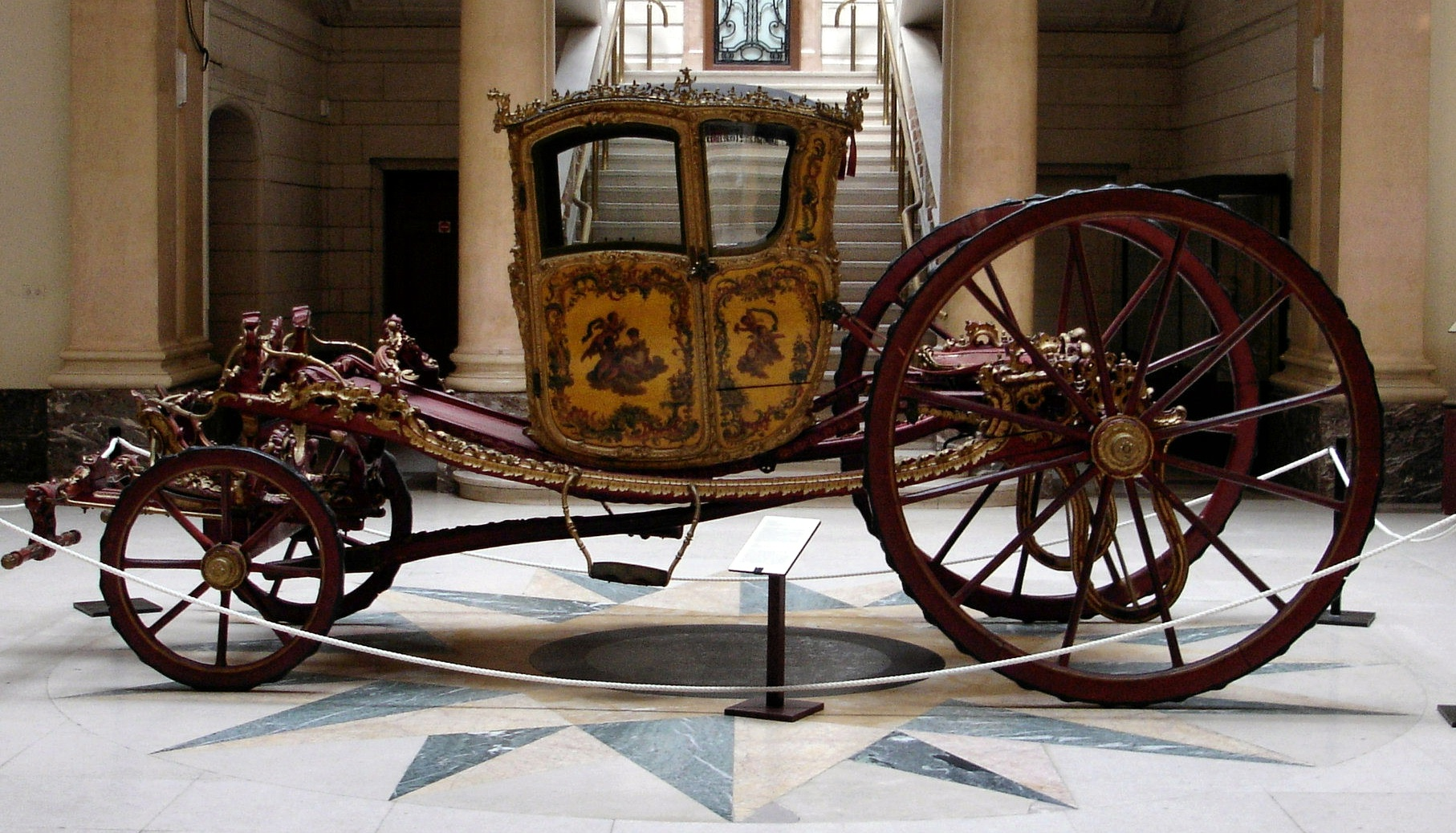
Carruaje (siglo XVIII)
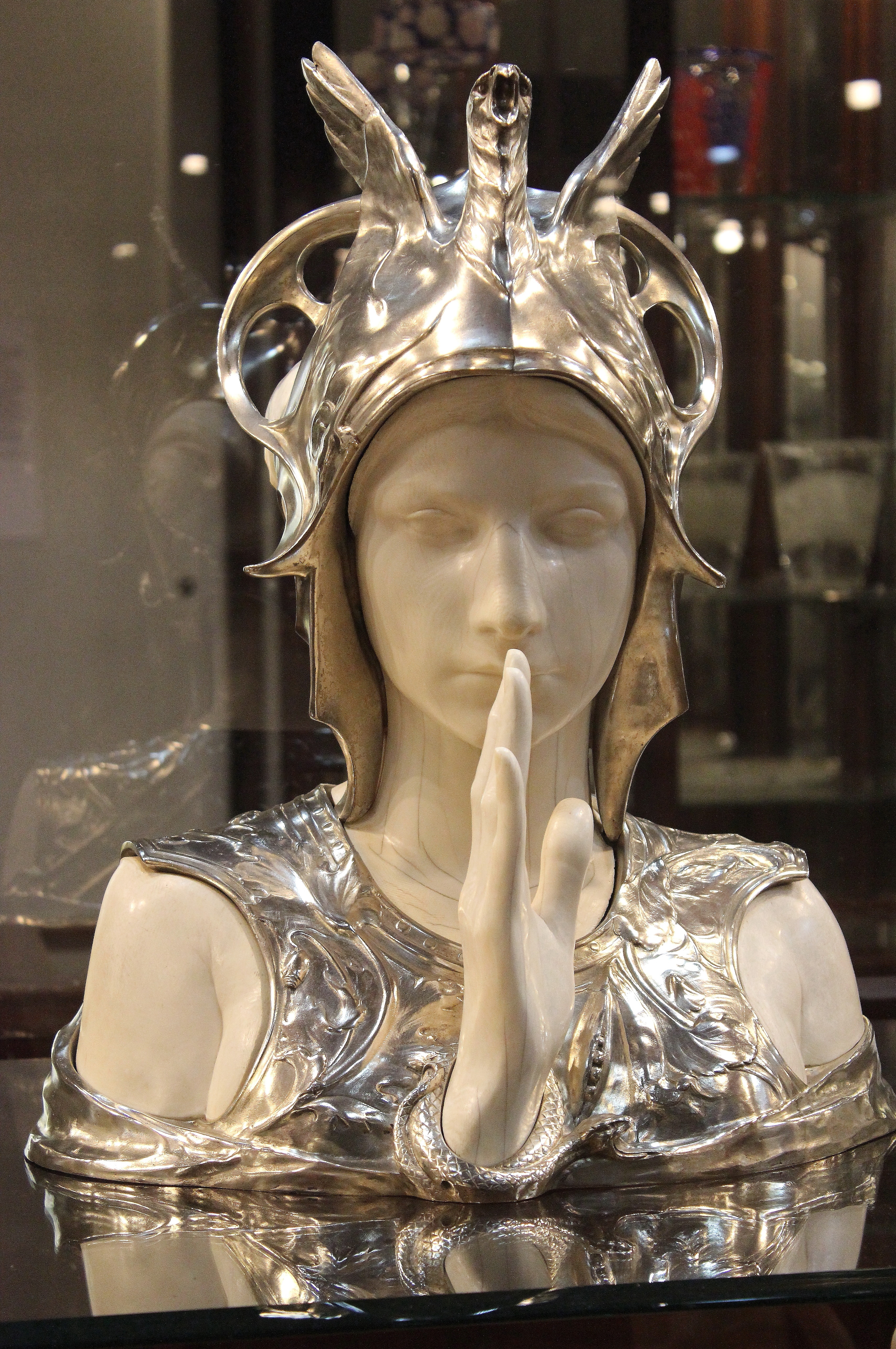
Escultura Art Nouveau
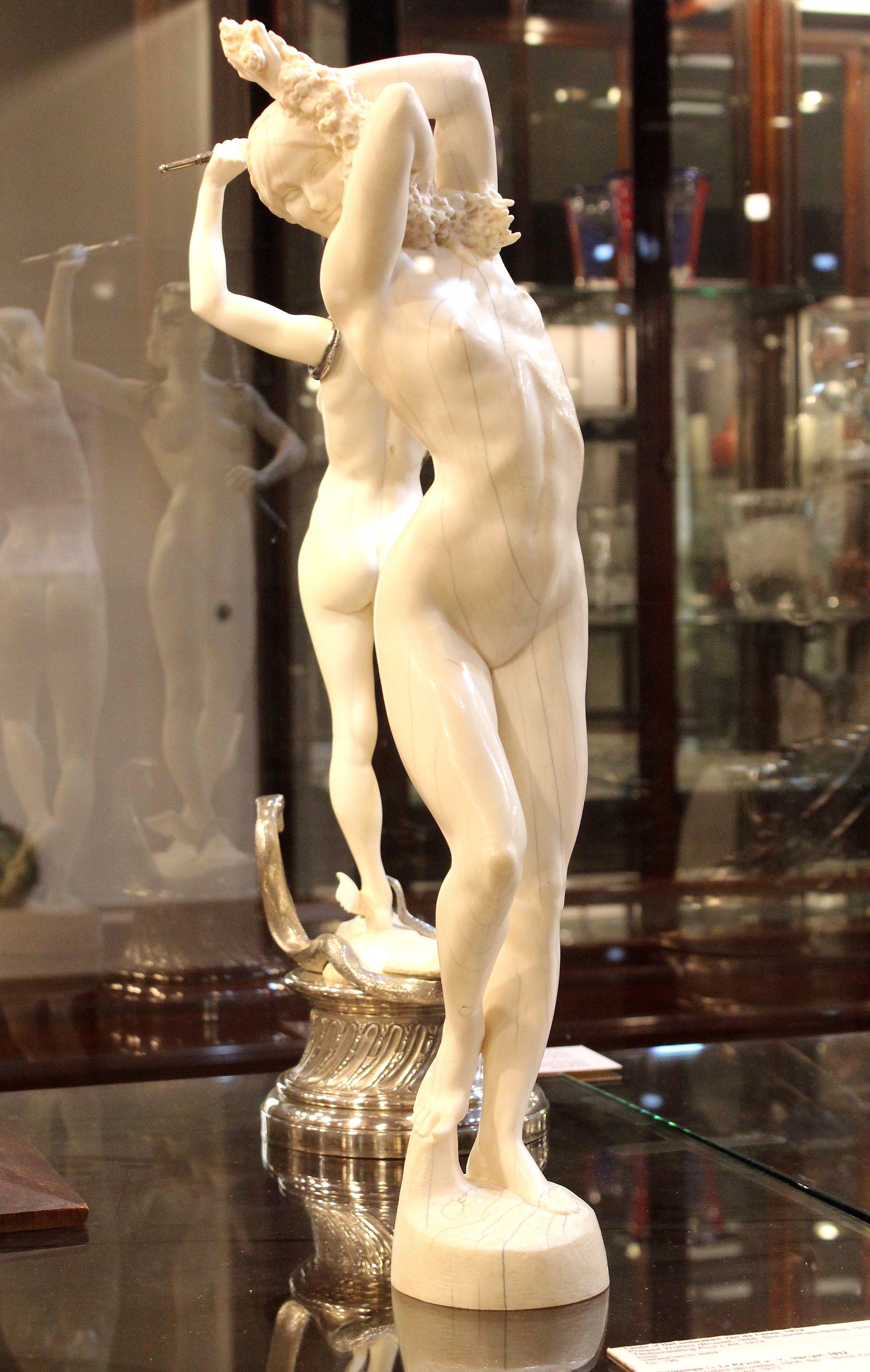
Artes decorativas europeas